# Рівняння тепломасоперенесення
Мініатюризації компонентів завжди була головною метою в напівпровідниковій промисловості тому, що це скорочує виробничі витрати і дозволяє компаніям будувати менші комп'ютери. Однак, зросла розсіювана потужність на одиницю площі і це стало ключовим чинником, що обмежує продуктивність інтегрованої схеми. Підвищення температури стає актуальним для відносно невеликих перерізів проводів, де це може вплинути на нормальну поведінку напівпровідника. Крім того, оскільки виділення тепла пропорційне частоті роботи для контактних схем, швидкі комп'ютери виділяють більше тепла, ніж повільні, що є небажаним ефектом для виробників чипів. У цій статті розглядаються фізичні поняття, які описують виділення тепла і теплопровідность в інтегральній схемі і представлені чисельні методи для моделі теплообміну.

## Виділення тепла та теплообмін

### Закон Фур'є
Закон Фур'є – це напівемпіричний закон теплопровідності, який стверджує, що тепловий потік пропорційний градієнту температури:
{\displaystyle q=-\kappa \nabla T}
Де {\displaystyle \kappa }–коефіцієнт теплопровідності, [W·m−1 K−1].

### Рівняння теплообміну
Головне рівняння теплообміну пов'язує зміну температури з потоком тепла в просторі, його зміною в часі і виділенням енергії за допомогою наступного виразу:
{\displaystyle \nabla \left(\kappa \left(T\right)\nabla T\right)+g=\rho C{\frac {\partial T}{\partial t}}}
де {\displaystyle \kappa } –  теплопровідність, {\displaystyle \rho } – густина середовища, {\displaystyle C} – питома теплоємність, {\displaystyle k={\frac {\kappa }{\rho C}}}, теплопровідність та {\displaystyle g} швидкість виділення тепла на одиницю об'єму.

## Методи рішення рівняння теплопровідності

### Перетворення Кірхгофа
Щоб позбутися від температурної залежності {\displaystyle \kappa }, можна виконати  перетворення Кірхгофа
{\displaystyle \theta =T_{s}+{\frac {1}{\kappa _{s}}}\int _{T_{s}}^{T}\kappa (T)dT}
де {\displaystyle \kappa _{s}=\kappa \left(T_{s}\right)} та {\displaystyle T_{s}} температура радіатора. При застосуванні цього перетворення рівняння теплопровідності набуває вигляду:
{\displaystyle k\nabla ^{2}\theta +{\frac {k}{\kappa _{s}}}g={\frac {\partial \theta }{\partial t}}}
де {\displaystyle k={\frac {\kappa }{\rho C}}} називається дифузією, яка також залежить від температури. Щоб повністю лінеаризувати рівняння, використовується друге перетворення:
{\displaystyle k_{s}\tau =\int _{0}^{t}k(\theta )dt}
вихідний вираз:
{\displaystyle \nabla ^{2}\theta -{\frac {1}{k_{s}}}{\frac {\partial \theta }{\partial \tau }}=-{\frac {g}{\kappa _{s}}}}
Пряме застосування цього рівняння потребує апроксимації.

### Аналітичні розв'язки
Хоча аналітичні розв'язки можна знайти тільки для конкретних та простих випадків, вони дають хороше уявлення, як поступити в складніших ситуаціях. Аналітичні розв'язки для регулярної підсистеми також можуть бути об'єднані, щоб представити докладні описи складних структур.

#### Приклад
Ця процедура може бути застосована до простого, але нетривіального випадку: однорідний куб, зроблений з GaAs, L = 300 мкм. Мета полягає в тому, щоб знайти розподіл температури на верхній поверхні. Верхня поверхня дискретизована на менші квадрати з індексом i=1...N. Один з них вважається джерелом.
Виконуючи перетворення Лапласа над рівнянням теплопровідності:
{\displaystyle \nabla ^{2}{\bar {\Theta }}-{\frac {s}{k_{s}}}{\bar {\Theta }}=0}
де {\displaystyle {\overline {\Theta }}=s\theta -\theta \left(\tau =0\right)},
функція {\displaystyle {\overline {\Theta }}} розкладається на ряд косинусів та синусів для  змінних х і у, і  гіперболічних косинусів і синусів для змінної {\displaystyle z}. Далі, шляхом застосування адіабатичних граничних умов на бічних стінках та, зафіксувавши температуру в нижній частині (температура радіатора), тепловий опір матричного рівняння отримаємо:
{\displaystyle \Delta \theta _{i}=\sum _{j=1}^{N}R_{TH_{ij}}(t)P_{j}(t)}
де індекс {\displaystyle j} рахунки для джерел, у той час як індекс {\displaystyle i} відноситься до кожної невеликої площі.
Детальнішу інформацію про виведення можна знайти в статті професора Бетті. Нижче на малюнку показано стаціонарний стан розподілу температури  цього аналітичного методу для куба з розмірами 300 мкм. Постійне джерело тепла 0,3 Вт застосовує більш центральну поверхню розмірності 0.1L х 0.1L. Як і очікувалося, температура спадає на границях, максимум температури лежить  у центрі і сягає майже 400K.

### Чисельні розв'язки
Чисельні розв'язки використовують для виконання моделювання сітку (грід). Найпопулярнішими методами є: метод скінченних різниць у часовій області (FDTD), метод скінченних елементів (FEM) та методу моментів (MoM).
Метод кінцевих різниць у часовій області (FDTD) – це надійний і популярний метод, який полягає у розв'язанні диференціального рівняння чисельно з урахування граничних умов, визначених проблемою. Це робиться шляхом дискретизації простору і часу, і за допомогою формули скінченних різниць, таким чином рівняння у часткових похідних дискретизується і зводиться до задачі, що може бути розв'язана чисельно комп'ютерними програмами.
Метод скінченних елементів (FEM) використовуються для розв'язання інженерних та математичних задач, які описуюються диференціальними рівняннями з заданими граничними умовами. Він дискретизує простір на дрібніші елементи, для яких базисні функції, відносяться до їх вершин або ребер. Базисні функції є лінійними або поліномами вищого порядку. Застосування диференціального рівняння і граничних умов задачі на основі функцій, система рівнянь формулюється з використанням або методів Ріца або Гальоркіна. Нарешті, прямий або ітераційний метод застосовується для розв'язання системи лінійних рівнянь. Для теплового випадку  метод FEM більше підходить через природну нелінійність теплових властивостей.